# Linciaux
Linciaux (Lincia) est un hameau belge de la section et commune de Ciney dans la province de Namur en Région wallonne. Il donne son nom au ruisseau le traversant.

## Toponymie
L'origine de Linciaux est à chercher dans le village voisin de Leignon (Lenio). Lenio a passé son nom, avec une désinence diminutive, à Linciaux, situé à la source du ruisseau éponyme. De cette racine, plusieurs formes postérieures au 10e siècle existent: Linceal, Lincealz, 1314; Lincial, 1330; Linchial, Lincheal, 1437; Lincheaulx; Linchaulx, 1503; Linceau, Lynceau, 1512, 1589
Il est possible que Linciaux s’appelait primitivement aussi Lenio, distingué d’abord de l’autre Lenio (Leignon) par l’épiphète Lenio minor , puis plus tard par le diminutif roman Linceal.

## Histoire
Linciaux est composé aujourd'hui 3 fermes et 2 maisons. Le hameau était plus grand et plus peuplé jadis, tel que la montre la carte de Ferraris.
Le site est habité depuis au moins le Néolithique ,. Les fragments de silex taillés découverts au sud du hameau au XIXe siècle siècle font partie des collections du musée archéologique de Namur.
Le nom est déjà cité en 804 selon des documents carolingiens. Une villa carolingienne y aurait été construite.
En 1437, un impôt en nature (chevaux et bœufs) est demandé à 6 manants de Linchial( page 10-11).
Le château-ferme, du début du 18e siècle, est décrit comme une maison de plaisance dans le livre Les Délices du Païs de Liège, Tome III, page 109 ,,
Une chapelle, bénéfice dédié à saint Pierre, y était présente du XVIe au XIXe siècle, mais elle n'existe plus aujourd'hui,. Elle est citée dans deux documents de 1558 et 1589 (Lynceau, pages 133, 267, 275)
En 1840, la hameau compte 20 habitants. Les hameaux voisins de Tienne et Auwez comptent respectivement 8 et 12 habitants.
De 1905 à 1920, le château de Linciaux (construit dans la 2e moitié du XIXe siècle) était devenu temporairement une abbaye bénédictine bretonne (Sainte Anne de Kergonan).
En mai 1940, Général Gûnther von Kluge installe un quartier général provisoire au Château de Linciaux. Ce château a par la suite été acheté par la société Cockerill pour être utilisé comme lieu de vacances pour les enfants du personnel (1942 à 1957). À la fin des années 1950, le bâtiment a brulé et a été démoli. Subsiste aujourd'hui la ferme et une ancienne chapelle néogothique.